# Митуса

Зображення давньоруського співця на срібному браслеті. XII ст.

Митуса — придворний співець перемиського єпископа (1240). Митуса — певно, зменшувальна форма від імені Дмитро.

## Співець Митуса у літописній та науковій літературі
Згадується у Галицько-Волинському літописі як «славетний співець», «який колись із гордості не схотів служити князю Данилові». Як зазначав Михайло Максимович, «Митуса був знаменитий у свій час церковний співець, що належав до півчих перемиського владики, але не побажав вступити до півчих князя Данила Романовича». Натомість історик Д.Іловайський (1832—1920) вважав Митусу придворним поетом з числа князівських дружинників.

## Співець Митуса у художній літературі
Микола Костомаров присвятив Митусі баладу «Співець Митуса», а Іван Франко — поему «Бунт Митуси».